# Episodi di Gunsmoke (sedicesima stagione)
La sedicesima stagione della serie televisiva Gunsmoke è andata in onda negli Stati Uniti dal 14 settembre 1970 all'8 marzo 1971 sulla CBS.
| nº | Titolo originale   | Prima TV USA      | Titolo italiano | Prima TV Italia |
| -- | ------------------ | ----------------- | --------------- | --------------- |
| 1  | Chato              | 14 settembre 1970 |                 |                 |
| 2  | The Noose          | 21 settembre 1970 |                 |                 |
| 3  | Stark              | 28 settembre 1970 |                 |                 |
| 4  | Sam McTavish, M.D. | 5 ottobre 1970    |                 |                 |
| 5  | Gentry's Law       | 12 ottobre 1970   |                 |                 |
| 6  | Snow Train (1)     | 19 ottobre 1970   |                 |                 |
| 7  | Snow Train (2)     | 26 ottobre 1970   |                 |                 |
| 8  | Luke               | 2 novembre 1970   |                 |                 |
| 9  | The Gun            | 9 novembre 1970   |                 |                 |
| 10 | The Scavengers     | 16 novembre 1970  |                 |                 |
| 11 | The Witness        | 23 novembre 1970  |                 |                 |
| 12 | McCabe             | 30 novembre 1970  |                 |                 |
| 13 | The Noon Day Devil | 7 dicembre 1970   |                 |                 |
| 14 | Sergeant Holly     | 14 dicembre 1970  |                 |                 |
| 15 | Jenny              | 28 dicembre 1970  |                 |                 |
| 16 | Captain Sligo      | 4 gennaio 1971    |                 |                 |
| 17 | Mirage             | 11 gennaio 1971   |                 |                 |
| 18 | The Tycoon         | 25 gennaio 1971   |                 |                 |
| 19 | Jaekel             | 1º febbraio 1971  |                 |                 |
| 20 | Murdoch            | 8 febbraio 1971   |                 |                 |
| 21 | Cleavus            | 15 febbraio 1971  |                 |                 |
| 22 | Lavery             | 22 febbraio 1971  |                 |                 |
| 23 | Pike (1)           | 1º marzo 1971     |                 |                 |
| 24 | Pike (2)           | 8 marzo 1971      |                 |                 |

## Chato
- Prima televisiva: 14 settembre 1970
- Diretto da: Vincent McEveety
- Scritto da: Paul F. Edwards

### Trama
- Guest star: Rodolfo Hoyos, Jr. (Juanito), Robert Knapp (chirurgo), Peggy McCay (Mrs. Cooter), William Bryant (marshal Cooter), Ricardo Montalbán (Chato), Jim Shepherd (Case), Pedro Regas (vecchio), Míriam Colón (Mora)

## The Noose
- Prima televisiva: 21 settembre 1970
- Diretto da: Vincent McEveety
- Scritto da: Arthur Browne, Jr.

### Trama
- Guest star: Ted Jordan (Nathan Burke), Glenn Strange (Sam Noonan), Hank Patterson (Hank Miller), William Fawcett (Nebs), Woody Chambliss (Woody Lathrop), Tom Skerritt (Fred Garth)

## Stark
- Prima televisiva: 28 settembre 1970
- Diretto da: Robert Totten
- Scritto da: Donald S. Sanford

### Trama
- Guest star: Richard Kiley (Louis Stark), Bob Burrows (Charlie), Shelly Novack (Adam Bramley), Rusty Lane (Bo), Suzanne Pleshette (Glory Bramley), Henry Wilcoxon (John Bramley)

## Sam McTavish, M.D.
- Prima televisiva: 5 ottobre 1970
- Diretto da: Bernard McEveety
- Scritto da: Gerry Day, Bethel Leslie

### Trama
- Guest star: Vera Miles (dottor Samuel McTavish), Arch Johnson (Barn Bascomb), Robert Rothwell (Joe Slade), Kathleen O'Malley (Bridget O'Reilly), Read Morgan (Dan Slade), Dee Carroll (Ellen), Tom Fadden (Harley), Lisa Gerritsen (Christina), Harry Harvey (Johnson), Amzie Strickland (Minnie Carver)

## Gentry's Law
- Prima televisiva: 12 ottobre 1970
- Diretto da: Vincent McEveety
- Scritto da: Jack Miller

### Trama
- Guest star: Louise Latham (Claire Gentry), Don Keefer (Floyd Babcock), Robert Pine (Ben Gentry), John Payne (Amos Gentry), Darlene Conley (Leelah Case), Shug Fisher (Orly Grimes), John C. Flinn III (Buel), Peter Jason (Colt Gentry), Robert Totten (Abner)

## Snow Train (1)
- Prima televisiva: 19 ottobre 1970
- Diretto da: Gunner Hellström
- Scritto da: Preston Wood

### Trama
- Guest star: Roy Engel (Tibbett), Gene Evans (Billy), Tim Considine (Scott Coleman), Pamela Dunlap (Ada Coleman), Clifton James (Sam Wickes), Anne Seymour (Sarah), Dana Elcar (Pennigrath), Richard Kelton (Bud), Ron Hayes (Floyd Coleman), Eddie Firestone (Hap), Eddie Applegate (Al)

## Snow Train (2)
- Prima televisiva: 26 ottobre 1970
- Diretto da: Gunner Hellström
- Scritto da: Preston Wood

### Trama
- Guest star: Ken Lynch (Lucas), Richard Lapp (Running Fox), Ronald A. One Feather (Hunter), John Milford (Clay Foreman), Clifton James (Sam Wickes), Anne Seymour (Sarah), Dana Elcar (Pennigrath), Eddie Applegate (Al), X Brands (capo Red Willow), Tim Considine (Scott Coleman), Pamela Dunlap (Ada Coleman), Roy Engel (Tibbett), Bill Erwin (Telegraph Agent), Gene Evans (Billy), Eddie Firestone (Hap), Ron Hayes (Floyd Coleman), Richard Kelton (Bud), Doreen Lang (Mae), Lemoyne L. Lapointe (Hunter), Loretta Swit (Donna)

## Luke
- Prima televisiva: 2 novembre 1970
- Diretto da: Bernard McEveety
- Scritto da: Jack Miller

### Trama
- Guest star: Rex Holman (Moses Reedy), Howard Culver (Howie Uzzell), Katherine Justice (Doris Prebble), Victor Izay (Bull), Anthony Costello (Austin Keep), Morgan Woodward (Luke Dangerfield)

## The Gun
- Prima televisiva: 9 novembre 1970
- Diretto da: Bernard McEveety
- Scritto da: Donald S. Sanford

### Trama
- Guest star: Sam Melville (Wade Pasco), Ken Mayer (Greenwood), Hank Wise (cittadino), Patricia Morrow (Stella Felton), Frank Biro (Sporting Gentleman), Foster Brooks (Sporting Gentleman), Eric Chase (Joseph), Stanley Clements (Ed Jacobi), Kevin Coughlin (Randy Gogan), Jack Garner (Kemble), L. Q. Jones (Sumner Pendleton), Bert Madrid (cittadino), Jon Jason Mantley (Tom), Marie Mantley (Anne), Robert Phillips (Vance Jessop)

## The Scavengers
- Prima televisiva: 16 novembre 1970
- Diretto da: Bernard McEveety
- Scritto da: Jack Miller

### Trama
- Guest star: Steve Raines (conducente), Glenn Strange (Sam Noonan), Hank Wise (stalliere), Cicely Tyson (Rachel Biggs), Slim Pickens (Colley), James Almanzar (Ogana), Jere Fields (Merilee Biggs), Kelton Garwood (Percy Crump), Victor Holchak (tenente), Victor Izay (barista), Roy Jenson (Rath), Yaphet Kotto (Piney Biggs), Eddie Little Sky (Scarface), Link Wyler (Logan)

## The Witness
- Prima televisiva: 23 novembre 1970
- Diretto da: Philip Leacock
- Scritto da: Shimon Wincelberg

### Trama
- Guest star: Glenn Strange (Sam Noonan), Dack Rambo (Ira Pickett), Herb Vigran (giudice Brooker), Robert Swan (Texan), Tim O'Connor (Arnie Sprague), Harry Morgan (Osgood Pickett), Barry Brown (Jared Sprague), June Dayton (Martha Sprague), I. Stanford Jolley (Beecher), Ted Jordan (Nathan Burke), Annette O'Toole (Edda Sprague), Ray Young (Joseph)

## McCabe
- Prima televisiva: 30 novembre 1970
- Diretto da: Bernard McEveety
- Scritto da: Jim Byrnes

### Trama
- Guest star: Dan Kemp (McCabe), Pete Kellett (barista), Robert Sorrells (J.W. Hicks), Jon Lormer (giudice Clairborne), Mitch Vogel (Dobie), Mills Watson (Kipp), Trevor Bardette (conducente), David Brian (Clay White), Lew Brown (Weaver), Maree Cheatham (Abigail Hartly), Jim Davis (sceriffo Shackwood), Tani Guthrie (Ami), Tom Sutton (Lennie)

## The Noon Day Devil
- Prima televisiva: 7 dicembre 1970
- Diretto da: Philip Leacock
- Scritto da: William Kelley

### Trama
- Guest star: Ernest Sarracino (Quito Vega), Julio Medina (Rodriguez), Warren Vanders (Bones Cunningham), Natividad Vacio (Diego), Pepe Callahan (John Hike), Annette Cardona, Fred Coby (dottore), Antonio Cordova (Brother Antonio), Aneta Corsaut (Rita), Tony Davis (Indian Boy), Bert Madrid (Carlos), Anthony Zerbe (Heraclio Cantrell / Father Hernando Cantrell)

## Sergeant Holly
- Prima televisiva: 14 dicembre 1970
- Diretto da: Bernard McEveety
- Scritto da: William Kelley

### Trama
- Guest star: Bob Morgan (Lomax), Gregg Palmer (Bodine), Med Flory (caporale Steckey), Frank Hotchkiss (caporale Tuttle), Read Morgan (Roy Gast), Forrest Tucker (sergente Emmet Holly), Glenn Strange (Sam Noonan), Vito Scotti (indiano), Albert Salmi (Willis Jeeter), David Renard (Chico Fuentes), Victor Eberg (Luke Pinero)

## Jenny
- Prima televisiva: 28 dicembre 1970
- Diretto da: Robert Totten
- Scritto da: Jack Miller

### Trama
- Guest star: Glenn Strange (Sam Noonan), Rance Howard (giudice Franklin), Steve Ihnat (Lucas Pritchard), Ted Jordan (Nathan Burke), Bob Burrows (conducente), Lisa Gerritsen (Jenny Pritchard), Steve Raines (Ed Reilly)

## Captain Sligo
- Prima televisiva: 4 gennaio 1971
- Diretto da: William Conrad
- Scritto da: William Kelley

### Trama
- Guest star: Troy Melton (Rackley), Glenn Strange (Sam Noonan), Fred Stromsoe (Tobin), Boyd 'Red' Morgan (Tanner), Salome Jens (Josephine Burney), Geri Reischl (Anne Burney), Richard Basehart (capitano Aron Sligo), Royal Dano (Watney), Bobby Eilbacher (Tim Burney), Matt Emery (Trail Boss), Larry Finley (barista), Brian Foley (cowboy), Stacy Harris (Leonard), Bob Herron (Vern), Ted Jordan (Nathan Burke), Robert Totten (maniscalco)

## Mirage
- Prima televisiva: 11 gennaio 1971
- Diretto da: Vincent McEveety
- Scritto da: Jack Miller

### Trama
- Guest star: Mary Rings (Elsie Cleary), Harry Raybould (Maddox), Gary Wood (Tom Cleary), Charles Wagenheim (Parson Mueller), Dan White (Stocker), John Anderson (Lemuel Cleary), Kevin Burchett (Adam Cleary), Robert Knapp (vice), James Minotto (Amos Fowler), Bill Zuckert (impiegato dell'hotel)

## The Tycoon
- Prima televisiva: 25 gennaio 1971
- Diretto da: Bernard McEveety
- Scritto da: Robert Vincent Wright

### Trama
- Guest star: James Minotto (Amos Fowler), Nora Marlowe (Ma Fowler), Glenn Strange (Sam Noonan), Herman Poppe (Clarence Carver), John Beck (Moody Fowler), Walker Edmiston (Henry Folsom), Shug Fisher (Titus), Gwynne Gilford (Dora Lou), Ted Jordan (Nathan Burke), Charles Wagenheim (Parson Mueller)

## Jaekel
- Prima televisiva: 1º febbraio 1971
- Diretto da: Bernard McEveety
- Soggetto di: True Boardman

### Trama
- Guest star: Scott Edmonds (dottore), James Chandler (Warden), Ted Jordan (Nathan Burke), Bob Golden (guardia), Vic Tayback (Dirks), John Crawford (Norman Wilson), Eric Braeden (Carl Jaekel), Julie Gregg (Beth Wilson), Mia Bendixsen (Penny Wilson), Glenn Strange (Sam Noonan)

## Murdoch
- Prima televisiva: 8 febbraio 1971
- Diretto da: Robert Totten
- Scritto da: Jack Miller

### Trama
- Guest star: Jack Elam (Lucas Murdoch), Jim Davis (Amos Carver), Robert Random (Scott Murdoch), Lisa Marshall (Ruth), Clint Howard (Lonny), Timothy Burns (Braly), Anthony Caruso (Townsend), Bobby Clark (Gatlin), Gary Combs (Fairchild), Tom Waters (Morris)

## Cleavus
- Prima televisiva: 15 febbraio 1971
- Diretto da: Vincent McEveety
- Scritto da: Donald Z. Koplowitz

### Trama
- Guest star: Glenn Strange (Sam Noonan), Robert Totten (Cleavus Lukens), Robert Cornthwaite (commesso), Arthur Hunnicutt (Uriah Spessard), Hank Wise (cameriere), Robert Williams (Woody), William Challee (Baylock)

## Lavery
- Prima televisiva: 22 febbraio 1971
- Diretto da: Vincent McEveety
- Scritto da: Donald S. Sanford

### Trama
- Guest star: Ken Swofford (Harry), David Huddleston (Arno), Judi West (April), Karl Swenson (Mr. Hubert), Hank Patterson (Hank Miller), Jack Perkins (Trapper), Chanin Hale (Verna), Glenn Strange (Sam Noonan), David Carradine (Clint), Anthony Costello (Keith Lavery)

## Pike (1)
- Prima televisiva: 1º marzo 1971
- Diretto da: Bernard McEveety
- Scritto da: Jack Miller

### Trama
- Guest star: Marie Mantley (ragazza), Billy McMickle (ragazzo), Jim Boles (Sutro), Jon Jason Mantley (Billy), Dack Rambo (Cyrus Pike), John Puglia (ragazzo), Cliff Osmond (Tom Macomb), Jeanette Nolan ('Dirty' Sally Fergus), Susan Newmark (ragazza), Billy Murphy (Loomis), William Mims (Hawkins), Ross Hagen (Hicks)

## Pike (2)
- Prima televisiva: 8 marzo 1971
- Diretto da: Bernard McEveety
- Scritto da: Jack Miller

### Trama
- Guest star: Jeanette Nolan ('Dirty' Sally Fergus), Billy Murphy (Loomis), Dack Rambo (Cyrus Pike), Cliff Osmond (Tom Macomb), Jim Boles (Sutro), Ross Hagen (Hicks), William Mims (Hawkins), Glenn Strange (Sam Noonan)